# زياد خلف رجا الكربولي
زياد خلف رجا الكربولي هو تاجر عراقي من مدينة القائم وابن شيخ عشيرة الكرابلة غرب العراق. سافر إلى لبنان قبل هجوم القوات الأمريكية على مدينة القائم. أعلنت المخابرات العامة الأردنية أنها أسرت الكربولي من الأراضي العراقية واتهمته بأنه مسؤول الغنائم في تنظيم أبي مصعب الزرقاوي وأنه قتل سائقًا أردنيًا. نفى الكربولي التهمة مخبرًا المحكمة أنه بريء وأنه اختطف من أحد فنادق بيروت وليس من العراق وأنه تعرض للضرب والاعتداء وسرقت أمواله. أصدر تنظيم الزرقاوي بيانًا نفى فيه صلة الكربولي بالتنظيم. حكم القضاء الأردني على الكربولي بالإعدام دون توفر أدلة أو شهود أو اعترافات. وتم إجراء محادثات مع الجانب العراقي على نقله للعراق رغم تحذير أبيه من أن نقله للعراق سيؤدي إلى تعرضه للتعذيب حتى الموت أو التصفية.
أُعدم الكربولي فجر يوم 4 شباط/فبراير 2015 شنقاً حتى الموت في سجن سواقة كرد فعل على قيام تنظيم الدولة الإسلامية بإعدام الطيار الأردني معاذ الكساسبة.

## صفقة تبادل
تم طرح اسم زياد الكربولي مع ساجدة الريشاوي ضمن صفقة تبادل لإطلاق سراح الصحفي الياباني كينجي غوتو المعتقل لدى تنظيم الدولة الإسلامية. لكن السلطات الأردنية رفضت إتمام الصفقة حتى تتأكد من سلامة الطيار الأردني معاذ الكساسبة. فشلت الجهود في إتمام الصفقة أمام تعنت تنظيم الدولة, والذي ما لبث أن أعدم الصحفي الياباني, و تلا ذلك بثه فيديو قتل الطيار الأردني حرقا في 2 فبراير 2015. في حين تحدث كثير من المراقبين أن تصفية الطيار تمت قبل شهر من بث الفيديو أي في 3 يناير 2015، وأن مفاوضات التبادل لم تكن إلا مراوغة من جانب تنظيم الدولة. تناقلت أخبار شبه مؤكدة أنه تم إعدام الكربولي والريشاوي - والمحكومين بالإعدام مسبقا- صبيحة اليوم التالي لبث فيديو حرق الطيار الأردني معاذ الكساسبة.